# Howaia huomachongensis
Espèce
Synonymes
- Nesticella huomachongensis Lin, Ballarin & Li, 2016

Howaia huomachongensis est une espèce d'araignées aranéomorphes de la famille des Nesticidae.

## Distribution
Cette espèce est endémique du Hunan en Chine,. Elle se rencontre dans le xian de Chenxi dans la grotte Yanzi.

## Description
Le mâle holotype mesure 2,66 mm et la femelle paratype 3,28 mm.

## Systématique et taxinomie
Cette espèce a été décrite sous le protonyme Nesticella huomachongensis par Lin, Ballarin et Li en 2016. Elle est placée dans le genre Howaia par Sherwood, Jocqué, Henrard et Fowler en 2023.

## Étymologie
Son nom d'espèce, composé de huomachong et du suffixe latin -ensis, « qui vit dans, qui habite », lui a été donné en référence au lieu de sa découverte, Huomachong.

## Publication originale
- Lin, Ballarin & Li, 2016 : « A survey of the spider family Nesticidae (Arachnida, Araneae) in Asia and Madagascar, with the description of forty-three new species. » ZooKeys, no 627, p. 1-168.